# Rebel Lynn
Rebel Lynn (Aurora, Colorado; 25 de noviembre de 1996) es una actriz pornográfica y modelo erótica estadounidense.

## Biografía
Nació en noviembre de 1996 en la ciudad de Aurora, ubicada en el Condado de Arapahoe (Colorado), en el seno de una familia de ascendencia siciliana y afroamericana. Tras el divorcio de sus padres se trasladó con su madre hasta el estado de Washington. Comenzó realizando sesiones como camgirl en Chaterbate, donde contactó con una empresa de modelaje que se interesó porque participara en la industria del entretenimiento para adultos.
Debutó como actriz pornográfica en 2015, a los 19 años de edad, rodando su primera escena para el portal web Net Video Girls con el actor Seth Gamble.
Como actriz, ha grabado películas para productoras como Tushy, Hustler, Mile High, Girlsway, Deeper, Nubile Films, Digital Sin, Jules Jordan Video, Evil Angel, Girlfriends Films, 21Sextury, Reality Junkies, Hard X o Vixen.
En 2016 grabó su primera escena de sexo anal en la película First Anal, donde también grabaron sus primeras escenas Whitney Westgate, Gigi Allens y Karla Kush. Un año más tarde recibió su primera nominación en los Premios AVN en la categoría de Mejor escena de sexo lésbico, junto a Sara Luvv, por la película Fool For Love.
Ha aparecido en más de 210 películas como actriz.
Algunas películas suyas son All Natural Saints, Barely Legal 152, Erotic Massage Stories 10, Girls Night Out, Just Like My Sister, Mick's Anal Teens 6, Petite Ballerinas Fucked 3, Secret Package, She's In Control 3 o Tiny Teens Punished.

## Premios y nominaciones
| Año  | Ceremonia         | Resultado | Premio                                  | Trabajo       |
| ---- | ----------------- | --------- | --------------------------------------- | ------------- |
| 2017 | Premios AVN       | Nominada  | Mejor escena de sexo lésbico            | Fool For Love |
| 2017 | Premios AVN       | Nominada  | Premio fan: Culo más épico              | —             |
| 2017 | Premios AVN       | Nominada  | Premio fan: Debutante más caliente      | —             |
| 2017 | Spank Bank Awards | Nominada  | Best 'Come Fuck Me' Eyes                | —             |
| 2017 | Spank Bank Awards | Nominada  | Fun Sized Fuck Toy                      | —             |
| 2018 | Spank Bank Awards | Nominada  | Best DSL (Dick Sucking Lips)            | —             |
| 2018 | Spank Bank Awards | Nominada  | Most Awe Inspiring Gape                 | —             |
| 2018 | Spank Bank Awards | Nominada  | Most Luscious Labia                     | —             |
| 2019 | Spank Bank Awards | Nominada  | IBTC Khaleesi                           | —             |
| 2019 | Spank Bank Awards | Nominada  | Princess of the Piledriver              | —             |
| 2019 | Spank Bank Awards | Nominada  | Reverse Cowgirl Connoisseur of the Year | —             |